# Fei Junlong
Fei Junlong (Suzhou, maio de 1966) é um taikonauta chinês, comandante da segunda missão tripulada chinesa ao espaço, Shenzhou 6.

## Carreira
Filho mais novo numa rica família da província de Jiangsu, no leste da China, ele foi recrutado aos 17 anos quando cursava o curso secundário, para servir na Força Aérea do Exército de Libertação Popular, formando-se com altas notas como e habilitando-se como piloto, instrutor de voo e inspetor de tecnologia em aviação.
Em 1998 foi selecionado para o primeiro grupo de astronautas  – designação chinesa para astronauta – e ficou entre os cinco selecionados finais para realizar o primeiro voo tripulado ao espaço, a missão Shenzhou 5, em 15 de outubro de 2003. Preterido na escolha final por seu compatriota Yang Liwei, Junlong tornou-se comandante da missão seguinte, Shenzhou 6, subindo  ao espaço em 12 de outubro de 2005 , ao lado do engenheiro de voo Nie Haisheng, para uma missão de cinco dias em órbita da Terra, a primeira missão espacial chinesa com dois tripulantes.
Em homenagem a seu voo, o asteroide 9512 Feijunlong foi designado com seu nome. Atualmente ocupa a função de líder de grupo no corpo de taikonautas.
No dia 28 de novembro de 2022 ele foi anunciado como comandante da Shenzhou 15, sendo lançado ao espaço no dia seguinte.